# Stade Al-Maktoum
Le stade Al-Maktoum (en arabe : ملعب المكتوم) est un stade de football à multi-usages, principalement utilisé pour les rencontres de football.
Il est basé à Dubaï, aux Émirats arabes unis et a une capacité d'accueil de 12 000 spectateurs.

## Histoire
Il a été construit en 1995 et accueille les rencontres à domicile du Al Nasr Dubaï.
L'enceinte a accueilli des rencontres de la Coupe du monde des moins de 20 ans 2003.

## Compétitions internationales organisées
- Coupe d'Asie des nations 1996
- Coupe du monde des moins de 20 ans 2003
- Coupe d'Asie des nations 2019